# Volts (албум на Ей Си/Ди Си)
Volts е албум на Ей Си/Ди Си, издаден като диск 4 от компилацията, съдържаща общо 5 диска, Bonfire. Самата компилацията е съставена от различнни версии на някои от песните издадени в албумите Let There Be Rock и Highway to Hell, както и от някои други, издадени по-рано, парчета с участието на вокалиста Бон Скот.

## Списък на песните
1. "Dirty Eyes" – 3:21
2. Touch Too Much – 6:34
3. "If You Want Blood You Got It" – 4:26
4. Back Seat Confidential – 5:23
5. Get It Hot – 4:15
6. "Sin City" (на живо) – 4:53
7. She's Got Balls (на живо) – 7:56
8. "School Days" – 5:21
9. It's A Long Way To The Top (If You Wanna Rock 'n' Roll) – 5:16
10. "Ride On" – 9:44

- Всички песни са написани от Ангъс Йънг, Малкълм Йънг и Бон Скот с изключение на School Days, написана от Чък Бери.

## Информация за песните
- Dirty Eyes е ранен запис, по-късно превърнал се в песента Whole Lotta Rosie. Тя е включена и в двате верси на албума Let There Be Rock.
- Touch Too Much е същата песен, която е включена в албума Highway to Hell, но с различни рифове и текст.
- If You Want Blood You've Got It е същата песен, включена в албума Highway to Hell, но с различен текст.
- Back Seat Confidential е ранен запис, по-късно превърнал се в песента Beating Around the Bush, включена в Highway to Hell.
- Get It Hot песен, включена в албума Highway to Hell, но с различни рифове и текст.
- Sin City е записана на живо от Midnight Special.
- She's Got Balls е запис от изпълнение на живо в Бонди, предградие на град Сидни, Австралия.
- School Days е от албума T.N.T.. По-рано не е издавана извън Австралия.
- It's A Long Way To The Top (If You Wanna Rock 'n' Roll е издадена в T.N.T. и в международното издание на албума High Voltage.
- Ride On е песен включена и в международното, и в австралийското издание на албума Dirty Deeds Done Dirt Cheap.

## Състав
- Бон Скот – вокали
- Ангъс Йънг – соло китара
- Малкълм Йънг – ритъм китара, беквокали
- Клиф Уилямс – бас китара, беквокали
- Фил Ръд – барабани
- Марк Евънс – бас китара в "Dirty Eyes, School Days" и It's A Long Way To The Top (If You Wanna Rock 'n' Roll

- Продуцент – Джордж Йънг